# Balionycteris maculata
Il pipistrello della frutta dalle ali maculate (Balionycteris maculata Thomas, 1893) è un pipistrello appartenente alla famiglia degli Pteropodidi, unica specie del genere Balionycteris (Matschie, 1899), endemico della Thailandia, della Penisola Malese, e dell'Indonesia.

## Etimologia
Il termine generico Balionycteris deriva dalla combinazione di due parole greche: βάλιος, letteralmente "macchiato", e νύχτερις, ovvero "pipistrello". Anche il termine specifico fa riferimento alle piccole macchie sulle ali.

## Descrizione

### Dimensioni
Pipistrello di medio-piccole dimensioni, con la lunghezza della testa e del corpo tra 56 e 74,5 mm, la lunghezza dell'avambraccio tra 39 e 45 mm, la lunghezza delle orecchie tra 10 e 12 mm e un peso fino a 16 g.. È la più piccola specie della famiglia degli Pteropodidi. 

### Caratteristiche craniche e dentarie
Il cranio presenta un rostro molto corto, una scatola cranica rotonda, le ossa pre-mascellari in semplice contatto con le ossa nasali ed è privo dei fori post-orbitali.  Gli incisivi superiori interni sono più lunghi di quelli esterni e separati ampiamente dai canini, i quali sono attraversati longitudinalmente da un solco profondo.
Sono caratterizzati dalla seguente formula dentaria:

### Aspetto
La pelliccia è relativamente corta. Le parti dorsali sono color fuliggine, con dei riflessi marroni scuri sulla groppa, la testa è nerastra, mentre le parti inferiori sono grigiastre. Nei maschi è presente un collare bruno-grigiastro. Il muso è corto, con le narici leggermente sporgenti e divaricate e gli occhi grandi. Le orecchie sono bruno-nerastre, corte e arrotondate, con un piccolo antitrago triangolare. Una piccola macchia giallastra è sempre presente alla base del margine anteriore di ogni padiglione auricolare e su ogni articolazione delle dita dell'arto superiore. Numerose piccole macchie giallastre ricoprono le membrane alari bruno-nerastre.  La tibia è priva di peli. Il pollice è incluso in parte nella membrana alare. È privo di coda, mentre l'uropatagio è ridotto ad una sottile membrana lungo la parte interna degli arti inferiori. Il calcar è corto. B.m. seimundi è la sottospecie più piccola.

## Biologia

### Comportamento
Forma piccoli gruppi con un solo maschio.

### Alimentazione
Nella Penisola Malese sono state registrate almeno 22 specie di piante i cui frutti fanno parte della sua dieta, tra le quali Cyathocalyx scortechinii, Polyalthia obliqua, Pseuduvaria setosa, Diospyros sumatrana, Fragraea racemosa, Strychnos axillaris, Memecylon megacarpum, Pternandra echinata, varie specie native di Ficus, Eugenia griffithi, Pellacalyx saccardianus, Diplospora malaccensis, Nauclea officinalis e Adinandra sarosanthera. È considerato un importante dispersore di semi.

### Riproduzione
Le femmine danno alla luce fino a due piccoli l'anno, principalmente tra giugno e gennaio. Hanno un'aspettativa di vita di circa 4 anni.

## Distribuzione e habitat
Questa specie è endemica della Thailandia, della Penisola Malese, e dell'Indonesia.
Vive nelle foreste pluviali primarie, nelle Mangrovie e in foreste secondarie fino a 1.500 metri di altitudine.

## Tassonomia
Sono state riconosciute due sottospecie:
- B.m. maculata: Sumatra; Borneo;
- B.m. seimundi (Kloss, 1921): Thailandia meridionale: provincia di Trang, Penisola malese; Arcipelago delle Riau: Pulau Galang, Pulau Bintang e Pulau Durian.

## Conservazione
La IUCN Red List, considerata il vasto Areale, la popolazione numerosa e il suo adattamento ad habitat degradati, classifica B. maculata come specie a rischio minimo (Least Concern)).